# تطوير أكسفورد
شركة أكسفورد للتطوير هي شركة عقارية مقرها في بيتسبرغ ، بنسلفانيا تقدم التطوير العقاري، وإدارة الأصول / الممتلكات ، وخدمات الوساطة ، والخدمات الاستشارية الاستثمارية، والعمليات التجارية.
أكسفورد هي واحدة من أكبر الشركات العقارية في ولاية بنسلفانيا . في الثمانينيات ، طورت أكسفورد مركز أكسفورد ، وهو برج يتكون من 45 طابقًا في شارع جرانت في وسط مدينة بيتسبرغ . في عام 2013 ، تم إدراجه في المرتبة الثانية كأكبر مدير عقارات تجارية في منطقة العاصمة بيتسبرغ بمساحة إجمالية 11،492،847 قدم مربع قابلة للتأجير  بعد مجموعة CBRE وقبل RIDC .
في عام 2014 ، أعلنت الشركة عن خططها لتطوير مشروع قديم آخر ، والذي سيكون برجًا من 20 طابقًا يقع في شارع سميثفيلد في وسط مدينة بيتسبرغ . تخلت أكسفورد عن خططها للبرج في عام 2017 بعد أن فشلت في العثور على مستأجر رئيسي.
تقوم أكسفورد حاليًا بتطوير 200 فدان في منطقة ستريب في بيتسبرغ ، لإنشاء مشروع 3 معابر . تم تأجير المرحلة الأولى من المشروع حاليًا فيما أصبح يُعرف باسم "Robotics Row" أو "The Silicon Strip" ، ويضم مستأجرين مثل شركة القيادة الذاتية Argo AI  و Burns White و Bosch و Target وApple و سميث ونفيو.
في أكتوبر 2019 ، نقلت أكسفورد مقرها الرئيسي إلى مشروع 3 Crossings أيضًا ، حيث أحتلت مساحة في ريفرفرونت ويست .
اعتبارًا من عام 2018 ، بدأت أكسفورد في إدارة العقارات السكنية متعددة العائلات ، من خلال الإدارة الذاتية لثلاثة من ممتلكاتها الخاصة: The Yards at 3 Crossings و Coda on Center و The Racquet Club Apartments .
تتضمن الشركات التابعة للشركة:
- اكسفورد للاستشارات العقارية (OREA)
- خدمات أكسفورد العقارية
- شركة باكويل